# BR-242
La BR-242 es una carretera transversal federal brasileña, que actualmente se extiende desde Maragogipe, Bahía, hasta la ciudad de Sorriso, en Mato Grosso. Su longitud actual es de 2295 km.
La carretera aún tiene muchos tramos sin pavimentar o aún por construir, principalmente en los estados de Mato Grosso y Tocantins. En el estado de Bahía, la BR-242 es la principal vía de acceso a la región ecoturística de Chapada Diamantina. Pasa por la región de MATOPIBA (en el oeste de Bahía y Tocantins) que es un importante productor de soja, maíz y algodón, entre otros productos.